# Cruziturricula
Cruziturricula is een geslacht van weekdieren uit de klasse van de Gastropoda (slakken).

## Soort
- Cruziturricula arcuata (Reeve, 1843)